# 江口勝
江口勝（えぐち まさる、1955年2月1日 - ）は日本の地方公務員。

## 来歴
福岡教育大学教育学部卒業。1977年 福岡県庁入庁。2008年4月 秘書室長。2010年4月 環境部長。2013年4月 企画・地域振興部長。2015年3月 退職。2017年4月より副知事となる。

## 略歴
- 1977年8月：福岡県庁入庁
- 1998年4月：総務部地方課企画主幹
- 1999年4月：企画振興部高度情報政策課企画主幹
- 2002年4月：企画振興部高度情報政策課企画監
- 2004年4月：生活労働部労働局新雇用開発課長
- 2006年4月：商工部企業立地課長
- 2008年4月：秘書室長
- 2010年4月：環境部長
- 2013年4月：企画・地域振興部長
- 2015年4月：退職
- 2015年5月：企業管理者
- 2017年4月：副知事